# Klaus Decker
Klaus Decker (* 26. April 1952 in Diesdorf) ist ein ehemaliger deutscher Fußballspieler. In der höchsten Spielklasse des DDR-Fußballs, der Oberliga, spielte er für den 1. FC Magdeburg.

## Sportliche Laufbahn

### Gemeinschafts- und Clubstationen
Klaus Decker spielte als Jugendlicher ab 1960 für die Betriebssportgemeinschaft Traktor in der Altmarkgemeinde Diesdorf, bei der ihm sein Vater Günter trainierte. Im September 1966 wechselte er zum 1. FC Magdeburg, für den er von 1970 bis 1984 im Oberligakader stand. Nachdem er zuletzt im Mai 1983 für den FCM der höchsten Spielklasse der DDR aktiv gewesen war, wurde er 1984 vom Leistungsfußball verabschiedet.
Die 1,71 Meter große Defensivkraft bestritt in der Oberliga 278 Spiele und erzielte dabei sieben Tore. Darüber hinaus absolvierte er 51 Pokalspiele, in denen der gelernte Stahlbauschlosser zwei Tore schoss sowie 40 Europapokalspiele. Mit dem 1. FC Magdeburg wurde er 1972, 1974 und 1975 Meister im DDR-Fußball sowie 1973, 1978, 1979 sowie 1983 Fußballpokalsieger in der DDR. Sein größter Erfolg auf Klubebene war der Gewinn des Europapokals der Pokalsieger durch ein 2:0 gegen den AC Mailand am 8. Mai 1974 in Rotterdam.

### Auswahleinsätze
1970 gehörte Klaus Decker zur DDR-U-18-Nationalelf, die beim UEFA-Juniorenturnier in Schottland den inoffiziellen Europameistertitel dieser Altersklasse errang. Dabei war das damals noch in Mittelfeld und Angriff eingesetzte Talent mit drei Treffern in vier Spielen der beste Torschütze des Siegerteams. Mit der ostdeutschen Nachwuchsauswahl holte er bei der U-23-EM 1974 den 2. Platz beim kontinentalen Championat.
Für die Nationalelf der DDR absolvierte Decker nach der WM in der Bundesrepublik, für die er im vorläufigen 40er-Aufgebot des DFV stand, im Herbst 1974 drei A-Länderspiele. Im Jahr 1979 zählte er zum Kaderkreis der ostdeutschen Olympiaauswahl, die drei Jahre nach dem Sieg in Montreal für das olympische Fußballturnier 1980 wieder aufgebaut wurde. Nach sechs Einsätzen im Team des Titelverteidigers wurde er aber auf dem Weg nach Moskau nicht mehr berufen.

## Weiterer Werdegang
Nach seiner aktiven Zeit war Klaus Decker zunächst als Wirtschaftsberater im Bereich der Außenwirtschaft tätig. 1996 wurde er Mitarbeiter im Fußballverband Sachsen-Anhalt (FSA). Seit dem 1. Januar 2000 ist er als Geschäftsführer des FSA tätig.

## Erfolge
- Sieger UEFA-Juniorenturnier: 1970
- Sieger Europapokal der Pokalsieger: 1974
- DDR-Meister: 1972, 1974, 1975
- Sieger FDGB-Pokal: 1973, 1978, 1979, 1983